# Mauripost
Pour les articles homonymes, voir La Poste.
La Société Mauritanienne des Postes alias Mauripost, est l’opérateur du service postal en Mauritanie.

## Réglementation
Mauripost est créée en vertu du décret n° 99-157/PM/MIPT du 29 décembre 1999 portant scission de l'office des postes et télécommunications (OPT) en deux sociétés nationales.

## Missions

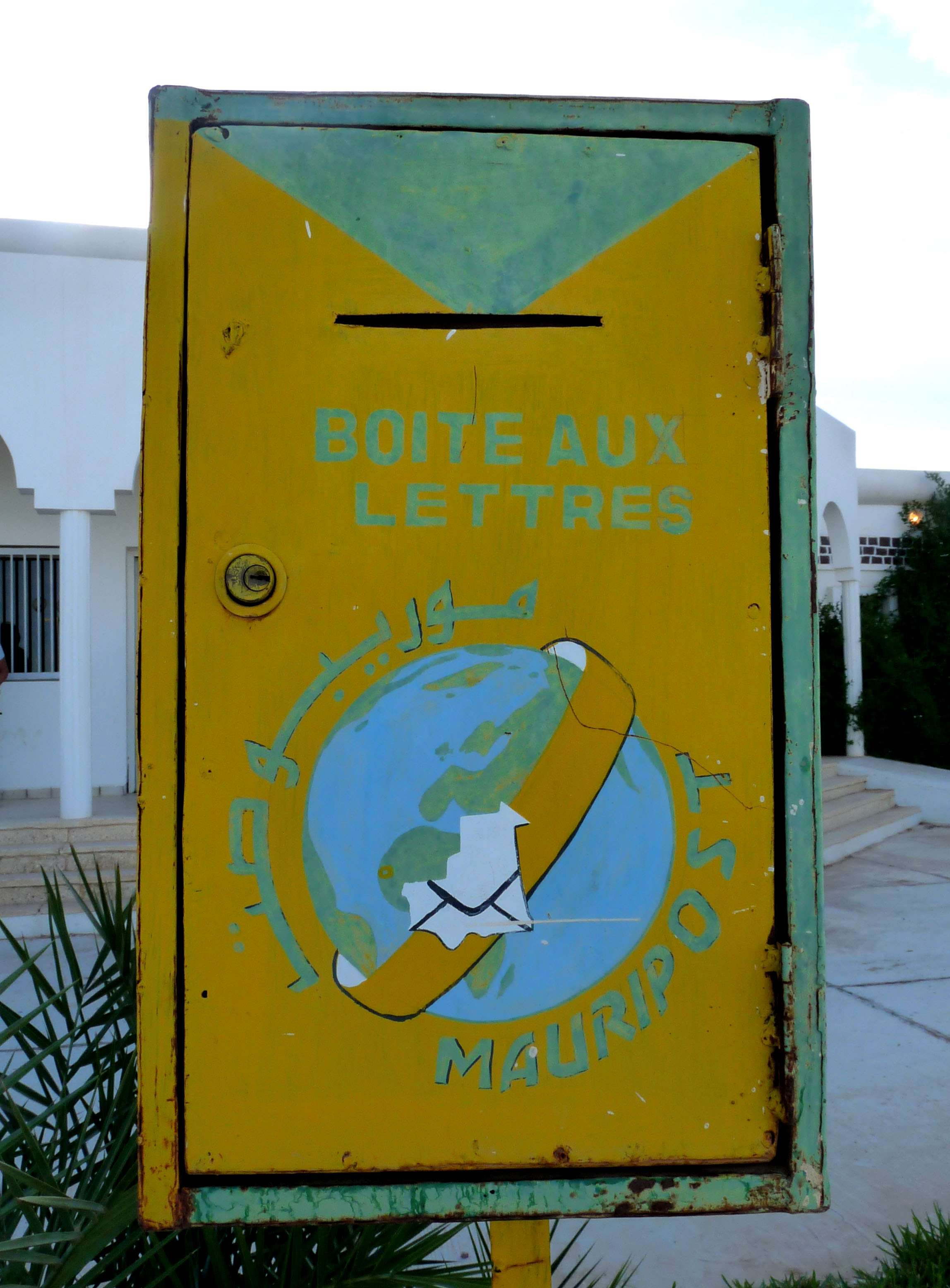
Boîte aux lettres de Mauripost

Selon sa loi,  le service des postes comprend : 
- le service universel du courrier ;
- les services postaux ;
- les services financiers postaux ;
- les services postaux accélérés ;
- transport : activités de levée, de tri, d'acheminement et de distribution relative aux services postaux.